# Johann Heinrich May der Jüngere
Johann Heinrich May der Jüngere (auch Henrich Majus, Mai; * 11. März 1688 in Durlach; † 13. Juni 1732 in Gießen) war ein deutscher Orientalist und Hebraist.

## Leben
Johann Heinrich May der Jüngere war ein Sohn Johann Friedrichs Mays des Älteren. Er studierte ab 1702 an der Universität Gießen und erwarb dort 1707 den akademischen Grad eines Magisters der Philosophie. Dann setzte er seine Studien an der Universität Altdorf fort, unternahm 1708 eine Reise nach Wien und betrieb dann weitere Studien an der Universität Jena fort. 1709 wurde May als Professor für griechische und orientalische Philologie in Gießen berufen. 
Vor seinem Amtsantritt unternahm er noch eine Reise durch Dänemark. Ab 1713 unterstützte er Zacharias Konrad von Uffenbach bei der Katalogisierung seiner Bibliothek, deren erster Katalog 1720 erschien. 1716 erhielt May zusätzlich die Professur der Altertumswissenschaft, 1720 wurde er Inspektor der Schulen in Oberhessen und verstarb unverheiratet. Seine Bibliothek hinterließ er neben seiner Münzsammlung 1733 der Gießener Akademie.

## Werkauswahl
1. Observationes Sacre. 4. Teile Frankfurt/Main 1713
2. Bibliothecae Uffenbachianae Tomus I. Halle 1720
3. Luciani tractatus de longaevis, nova versione & notis ornatus
4. Graecae veritatis stylique apostici vindiciae
5. Versio & notae in R. Mosis filii Maimon tract.
6. De juribus anni septimi & jubilaei. Frankfurt/Main 1708
7. Diss. de eunuchismo Orgienis Adamnatini. Gießen 1708
8. De auspiciis anni civilis Ebraeorum. Gießen 1707
9. De Zabiis, ex antiquitate Orientali. Gießen 1716
10. Specimen linguae Punicae in hodierna Melitensium superstitis. Marburg 1718
11. Notitia Imperii Adiabeni. Marburg 1718
12. De corona justitiae. Gießen 1712
13. De corona sapientiae. Gießen 1712
14. Historia nativitatis Christi, observationibus quibusdam illustrata. Gießen 1717